# 沃尔穆特
沃尔穆特（法語：Wormhout，法語發音：[wɔʁmut]）是法国上法蘭西大區北部省的一个市镇，位于该省西北部，属于敦刻尔克区。

## 地理
沃尔穆特（50°52'58"N, 2°28'4"E）面积27.41 平方千米，位于法国上法蘭西大區北部省，该省份为法国最北部的省份及最长的省份，西北濒北海，西接加来海峡省，南至埃纳省和索姆省，东与比利时接壤。
与沃尔穆特接壤的市镇（或旧市镇、城区）包括：乌德泽勒、邦贝克、埃斯凯尔贝克、阿尔迪福尔、埃尔泽勒、勒德兰盖姆、夸迪普尔、索克斯、韦斯特卡佩勒、维尔德、泽尔默泽勒。

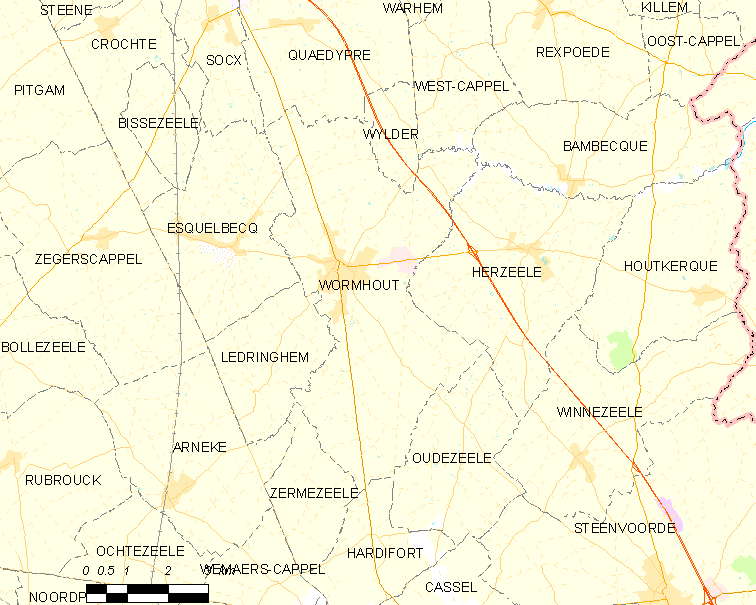
沃尔穆特的OSM定位图

沃尔穆特的时区为UTC+01:00、UTC+02:00（夏令时）。

## 行政
沃尔穆特的邮政编码为59470，INSEE市镇编码为59663。

## 政治
沃尔穆特所属的省级选区为沃尔穆特县。

## 人口

1962-2008年间沃尔穆特人口变化图示

沃尔穆特于2022年1月1日时的人口数量为5645人。